# Шваб, Чарльз Майкл
Чарльз Майкл Шваб (англ. Charles Michael Schwab, 18 февраля 1862—18 октября 1939) — американский предприниматель, промышленный магнат. Под его руководством компания Bethlehem Steel стала одной из крупнейших металлургических компаний мира.

## Биография

### Ранние годы
Чарльз Майкл Шваб родился в Уильямсберге в семье Паулины и Джона Шваб, родителями которых были выходцы из Германии. Детство Чарльза прошло в пенсильванском городке Лоретто, который он всю жизнь считал родным городом. Поступив в колледж, через два года бросил его, уехав на заработки в Питтсбург.

### Карьера
Начав свою карьеру в качестве инженера на одном из сталелитейных заводов Эндрю Карнеги в 1897 году, уже к 35 годам стал президентом Carnegie Steel Company. В 1901 году он проводил тайные переговоры о продаже Carnegie Steel группе нью-йоркских финансистов во главе с Дж. П. Морганом. После продажи компании стал первым президентом корпорации U.S. Steel, компании, сформированной из бывших активов Carnegie Steel.
После нескольких конфликтов с Морганом и одним из управляющих US Steel Элбертом Гэри, Шваб покинул компанию в 1903 году и стал управляющим Bethlehem Shipbuilding and Steel Company в городе Бетлехем (Пенсильвания). Компания приобретала верфи в Калифорнии, Делавэре и Нью-Джерси, будучи одним из немногих прибыльных предприятий в составе треста United States Shipbuilding Company. Под руководством Шваба компания стала крупнейшим независимым производителем стали в мире.
Значительную роль в развитии Bethlehem Steel сыграло распространение двутавра. Компания начала его производство в 1908 году, и это дало значительный толчок к началу эры небоскребов. Этот успех помог Bethlehem Steel стать второй крупнейшей сталелитейной компанией в мире.
В 1910 году Шваб подавил забастовку на Bethlehem Steel с помощью вновь сформированной Полицейской Службы Пенсильвании. Шваб не позволял профсоюзу действовать на территории компании, и первый профсоюз был основан лишь через два года после его смерти, в 1941 году.
В годы Первой мировой войны у Bethlehem Steel была фактическая монополия на поставку Антанте отдельных видов боеприпасов. Шваб часто посещал Европу в этот период в связи с вопросами производства и поставок вооружений. Он обходил американские законы о нейтралитете путём переправки грузов через Канаду.
16 апреля 1918 года Шваб становится генеральным директором Emergency Fleet Corporation, органа, получившего от Конгресса абсолютный контроль над кораблестроением в Соединенных Штатах. Президент Вильсон лично попросил Шваба принять на себя эту ответственность.
Наибольшим вкладом Шваба на новом посту был отказ от включения дополнительной прибыли в стоимость контрактов и переход к выпуску контрактов фиксированной стоимости. После вступления США в войну он обвинялся в спекуляциях, однако позже был оправдан.
Шваб потерял большую часть своих денег, когда фондовый рынок рухнул в 1929 году, и обанкротился. На момент смерти в 1939 году его долги составляли 300 с лишним тысяч долларов.
Инновационные методы управления Шваба нашли упоминание в наиболее известной книге Дейла Карнеги "Как завоёвывать друзей и оказывать влияние на людей" (1936).